# بخش خصوصی (شرکت توسعه دهنده)
بخش خصوصی (به انگلیسی: Private Division) یک ناشر بازی‌های ویدیویی است. که در شهر نیویورک مستقل است، تیک-تو اینتراکتیو شرکت تابعه توسط وروسز و آلن ماری تأسیس شد و رسماً در ۱۴ دسامبر ۲۰۱۷ اعلام شد. بخش خصوصی بازی‌های مستقلی را که توسط استودیوهای کوچک تا متوسط ساخته شده‌اند، تأمین مالی و منتشر می‌کند. این شامل تصاحب برنامه فضایی کربال است که توسط اسکواد توسعه داده شده بود و قبلاً توسط تیک-تو اینتراکتیو خریداری شده بود، و همچنین انتشار عناوین آبسیدین انترتینمنت، پاتریس دسیلتس و وی۱ اینتراکتیو.
علاوه بر دفاتر در دفتر مرکزی تیک تو اینتراکتیو در شهر نیویورک، بخش خصوصی همچنین دارای دفاتری در سیاتل، لاس وگاس و مونیخ است.

## تاریخچه
مدل انتشار قبلی تیک-تو اینتراکتیو روی دو برچسب داخلی خود متمرکز شده بود، راکستار گیمز که برای بازی‌های اکشن ماجراجویی خود مانند اتوموبیل دزدی بزرگ استفاده می‌شود، و برچسب ۲کی آن که شامل۲کی گیمز و ۲کی اسپورت برای بازی‌های دیگر است. همه این گونه بازی‌ها عمدتاً از طریق استودیوهای توسعه داخلی یا استودیوهای بزرگ شخص ثالث (مانند فیراکسیس گیمز، تمدن۴، گیرباکس سافت‌ور) توسعه می‌یابند.
تیک-تو اینتراکتیو بخش خصوصی را به عنوان یک برچسب انتشاراتی جدید برای کمک به استودیوهای کوچکتر و مستقل تشکیل داد. این برچسب به دنبال تأمین بودجه و انتشار بازی‌های سه‌گانه از جمله نینجا تئوری، هل‌ببلد:پیشکش سنوئا است، بازی‌های که بین بازی‌های سه‌گانه توسط استودیوهای بزرگ و کوچک ساخته شده‌اند، در حد وسط قرار می‌گیرند. استودیو تشکیل بخش خصوصی توسط مایکل وروسز، رئیس توسعه شرکتی و انتشارات مستقل تیک تو رهبری شد. وروسز، در ارزیابی بازی‌های بالقوه برای انتشار تحت نام تیک تو، تعدادی استودیو متوسط را پیدا کرد که توسط توسعه‌دهندگانی تأسیس شده بودند که قبلاً تجربه توسعه سه‌گانه A را داشتند اما می‌خواستند بازی‌های کمتر جاه‌طلبی بسازند. وروسز متوجه شد که این استودیوها با تأمین مالی مشکل داشتند، زیرا آنها در انواع استودیوهایی که توسط ناشران بازی‌ها مستقل مانند دیوولور دیجیتال حمایت می‌شوند، مناسب نیستند و پرژه‌های آنها بیش از آن بزرگ بود که از طریق تأمین مالی شخصی یا تأمین مالی جمعی از آنها حمایت شود. وروسز حدود دو سال و نیم قبل از اعلام این لیبل ایده تشکیل بخش خصوصی را به استراوس زلینک، مدیرعامل تیک- تو ارائه کرد، که ایجاد لیبل را روشن کرد و آنها آلن ماری را در اواخر سال ۲۰۱۵ برای اجرای بخش تولید استخدام کردند و شروع به کار توسعه دهندگان کردند؛ تا تیم و زیر ساخت خود را بسازند. این برچسب به فرایند توسعه کمک می‌کنند و با توسعه دهنده برای ایجاد جدول زمانی و نقاط عطف پروژه همکاری می‌کند و به انتشار و توزیع بازی‌ها پس از تکمیل کمک می‌کند، اما به دنبال مالکیت معنوی توسعه دهندگان نیست. تیک- تو با تشکیل این لیبل در سال ۱۴ دسامبر ۲۰۱۷ چهار بازی در دست ساخت را معرفی کرد که تحت این برچسب منتشر خواهند شد: جهان‌های بیرونی از آبسیدین اینترتینمنت، دارک‌بورن از خارجی‌ها و… علاوه بر این برنامه فضایی کربال که قبلاً توسط تیک- تو خریداری شده بود، تحت عنوان تشکیل بخش خصوصی مجدداً منتشر خواهد شد. تشکیل بخش خصوصی در سال ۲۰۱۸ مدتی در مورد دارک‌بورن و خارجی‌ها تصمیم گرفتند راه‌های جداگانه ای را طی کنند، و تشکیل بخش خصوصی اعلام کرد که آنها چندین ماه پس از فسخ قرارداد به حمایت از خارجی‌ها ادامه دادند. در فوریه ۲۰۲۰، تیک-تو اینتر اکتیو یک استودیوی هنوز نام‌گذاری نشده در بخش خصوصی واقع در سیاتل برای توسعه برنامه فضایی کربال ۲، که بعداً به نام اینترپکت نامگذاری شد، با تعدادی از کارکنان استار تروی گیمز از جمله جرمی آبلز و نیست سیمپیون، تأسیس کرد که به برنامه جدید استودیو پیوستند.

## پیوندهای بیرونی
- وبگاه رسمی